# 移住・帰郷運動
移住・帰郷運動（いじゅう・ききょううんどう）とは、日本共産党が取り組む党員への働きかけの一つ。

## 概要
他党にも言えることだが、地方議員は国政選挙の候補者を当選させる上で大きな役割を果たしている。共産党も例外ではなく、市町村における党所属議員の有無によって、国政選挙の得票数に大きな差がある。
そこで共産党は、党所属議員不在の市町村を対象に、当該地区出身者に帰郷、それ以外の者には移住を勧め、地方選挙での立候補を促すことで党勢の拡大を図っているのである。移住立候補を題材にした小説として、愛知県の事例をモデルにした稲沢潤子の『星の降る谷間』（新日本出版社）がある。